# 1А33 «Об»
1А33 «Об» (рос. «Обь»; індекс ГРАУ: 1А33) — радянська танкова система керування вогнем навідника (СКВ), призначена для ведення вогню з гармати 2А46 та спареного кулемета по цілях, що рухаються зі швидкістю до 75 км/год, по малорозмірних цілях і живій силі. Система забезпечує стрільбу на ходу, ведення вогню прямим наведенням через приціл-далекомір 1Г42 і з закритих позицій. Ця система була призначена для навідника, командир танка все ще мав тільки прилад спостереження, нічний приціл навідника ТПН-1-49-23 або ТПН-3 також не був пов'язаний з СКВ і застосовувався окремо.
Нею було обладнано танки Т-64Б, Т-64Б1, Т-64БВ, Т-80Б і Т-80БВ, що виготовлялись з 1976 (Т-64Б) практично до самого розпаду СРСР (Т-80БВ). Т-72Б використовував систему 1А40, а на новіших Т-80У та УД було використано більш передову систему 1А45 «Іртиш».

## Історія
У 1970-ті роки в СРСР розпочався перехід від окремих прицілів до систем керування вогнем, що мали включити до складу денного прицілу навідника балістичний обчислювач і датчики для стрільби при умовах, відмінних від нормальних. На початку 1970-х років ЦКБ КМЗ створило технічну документацію на СКВ «Об», куди входили приціл-далекомір — прилад стеження (ПДПС; рос. прицел-дальномер — прибор слежения, ПДПС) 1ОП73, балістичний обчислювач 1В517, стабілізатор 2Е26М тощо.
1973 року було виконано технічний проєкт танка Т-64А-2М з комплексом керованого озброєння «Кобра» та системою керування озброєнням «Об». Того ж року було виготовлено партію дослідних машин. Однією з головних проблем при прийнятті комплексу керованого озброєння був ППДС, який мав сильну вібрацію поля зору, що знижувало якість керування ракетою. Тому 1974 року було розпочато роботу над ПДПС 1Г42 з гіростабілізатором, збудованим на гіроскопах з рідинним депферуванням. Разом зі зміною ПДПС було змінено й конструкторське бюро, відповідальне за розробку СКВ, ним стало новосибірське ЦКБ «Точприлад».
1975 року танк Т-64Б проходив випробування з прицілом 1Г42 і 1976 року його було прийнято на озброєння. До боєздатного стану комплекс керованого озброєння довели лише 1977 року, і тоді ці новітні системи було запозичено й для Т-80Б, прийнятий на озброєння 1978 року. Також було заплановано виготовлення Т-64Б1, аналогічного Т-64Б, але без керованого озброєння. Це було виправдано, оскільки 1А33 була в 1,6 рази ефективніша за прицільні пристрої Т-64А: вартість Т-64Б1 була на 40% більшою за Т-64А, але на 18% нижчою за Т-64Б.
Комплекс 1А34 (див. нижче) було запущено до серійного виробництва на ЛОМО, ВОМЗ і НПЗ, однак останній після невеликої партії почав розробку новітньої системи «Іртиш».
Наприкінці 1979 року на деяку кількість машин встановлювали модернізовану 1А33-1 та низку інших модифікацій.

## Опис

### Склад системи
- Приціл-далекомір — прилад спостереження 1Г42: призначений для спостереження за полем бою та ведення прицільної стрільби з гармати й спареного кулемета та наведення керованих ракет. Приціл стабілізований за горизонтальним та вертикальним наведенням. Пульт керування розташований перед навідником, відповідно до його сигналів обертається башта й кут піднесення гармати.[4]
- Балістичний обчислювач 1В517: призначений для розрахунку кутів прицілювання та бічного випередження(інші мови) залежно від дальності (в тому числі її зміни через рух самого танка), крену осі цапф гармати, бічного вітру, відносного переміщення цілі за час польоту снаряду. Також обчислювач обраховує параметри стрільби при стрільби керованими ракетами з урахуванням кута підвищення гармати, кута випередження та часу польоту на таку відстань. Показники, що не отримуються з давачів і потребують ручного введення: температура заряду, зміни температури й тиску повітря, знос каналу ствола.
- Стабілізатор гармати 2Е26М: призначений для стабілізації гармати у двох площинах, приведення гармати на кут заряджання та на кут візирування після заряджання, аварійного обертання башти механіком-водієм тощо.
- Апаратура для комплексу керованого озброєння керованого озброєння 9К112-1 «Кобра». Існував також варіант без цієї апаратури.[3]
- Комплект давачів: давач вітру 1Б11[5], давач крену, давач швидкості танка, давач курсового кута; ці пристрої передають показники до балістичного калькулятора для обрахунку кута прицілювання та випередження.
- Інші вироби: блок дозволу на постріл 1Г43, блок перемикачів 1В211. Також 1Г42, 1В211 та 1В517 було об'єднано одним найменуванням 1А34.[3]

### Характеристики
1Г42
- тип: монокулярний, перископічний, з незалежною стабілізацією поля зору в двох площинах і лазерним далекоміром
- збільшення: панкратичне, 3,9—7 крат
- поле зору: 8°24′—20°
- вимірювана дальність: 500—4000 м
- точність вимірювання дальності: 25 м
- кутова швидкість горизонтального наведення:
  - мінімальна: 0,005 град/с
  - максимальна: 3 град/с
  - перекидання: 16—24 град/с
- маса: 138 кг

## Варіанти

### 1А38
1983 року було створено систему керування вогнем танка (СКВТ) 1А38 для танка Т-80У. Вона включала в себе систему керування вогнем навідника 1А33, а також нічний приціл ТПН-4 «Буран-ПА» та спостережувальний пристрій командира ТКН-4С «Агат-С».

## Відео
- Про танковую СУО, на примере 1А33 на YouTube. Shawshank Redemption